# Helgonlegend
En helgonlegend  är en legend, det vill säga en berättelse om biografiska händelser i viktiga religiösa personligheters, som helgon, martyrer, profeter liv och leverne. Helgonlegender kan innehålla övernaturliga inslag. I andra kulturer kan begreppet syfta på där förekommande heliga personers levnad. Kan användas synonymt med hagiografi, som dock pekar på ett mer systematiskt nedtecknande av data att kunna tjäna i rituella sammanhang.

## Kristna helgonlegender
De äldsta kristna helgonlegenderna var skildringar av martyrers död. Två sådana utförliga martyrberättelser finns redan i Nya Testamentet, som skildrar Johannes döparens och Stefanos' avrättningar. Två andra tidiga martyrberättelser är Polykarpos martyrium från mitten av 100-talet, och martyrlegenden om Perpetua och Felicitas. Från och med helgonförklaringen av Martin av Tours började även icke-martyrer bli föremål för vördnad, och det författades helgonlegender även om dem. Helgonlegender författade kort tid efter personens död brukar ha ett högre historiskt källvärde än helgonlegender författade lång tid efter personens död. Helgonlegender författade lång tid efter personens död tenderar också att innehålla en större mängd övernaturliga inslag.
Med tiden uppkom fasta litterära konventioner om hur en formell helgonlegend bör skrivas och vara uppbyggd, exempelvis användning av bibliska paralleller och med postuma underverk skildrade i slutet av legenden. Legenderna om några av apostlarna byggde på sådana nytestamentliga apokryfer som ansågs läromässigt oproblematiska.

## Liturgiska bruk
I den medeltida västkyrkan blev det sedvana att läsa dagens helgons legend i den andra tredjedelen av matutin, den bönegudstjänst som, i synnerhet i kloster och katedraler, beds på natten eller i gryningen.

## Historik
Legend (av latin legendum, som bör läsas) är en berättelse om eller ur ett helgons eller en martyrs liv; helgonhistoria, helgonsaga; sägen, saga i allmänhet.
Legenda  eller legendarii kallades under medeltiden av kyrkan auktoriserade samlingar av berättelser ur helgonens och martyrernas historia, vilka vid gudstjänsten lästes upp på helgonens och martyrernas åminnelsedagar. Därvid skilde man på passionarii, som avhandlade martyrernas lidandeshistoria, och legendarii i inskränkt mening, som innehöll märkvärdiga drag i allmänhet ur heliga mäns och kvinnors liv. Sedan blev "legenda" benämning även på helgonhistorier, skrivna till privat bruk och inte avsedda att användas vid gudstjänsten. Slutligen blev legenda eller legend det brukliga namnet på varje enskild berättelse ur en sådan samling. Den mest bekanta och mest betydande legendsamlingen under medeltiden är den av dominikanmunken Jacobus de Voragine på 1200-talet utgivna Legenda aurea. Den fullständigaste, på historisk kritik vilande legendsamlingen återfinns i de så kallade bollandisternas 1643–94 i Antwerpen utgivna stora verk Acta sanctorum.
De förnämsta svenska legendsamlingarna är: "Ett forn-svenskt legendarium, innehållande medeltids klostersagor om helgon, påfvar och kejsare från l:a till 13:e årh. Efter gamla handskrifter (de flesta från 1300- och 1400-talen) utgifna af George Stephens" (1–3, Stockholm 1847–74, utgörande samling 7 i Samlingar utg. af Svenska Fornskriftsällskapet), åtskilliga legender i Klosterläsning med mera efter gammal handskrift utgiven av G. E. Klemming (1877–78; tillhör även Svenska Fornskriftsällskapets samling), Legenda suecana vetusta S. Magni, comitis Orcadensium (red. J. H. Schröder. Uppsala. 1839) och "Legendæ svecanæ. Helgonasagor" av J. E. Rietz (i 2:a delen av dennes Scriptores svecici medii ævi. Lund 1843–45). I Svenska folkböcker av P. 0. Bäckström (1848) är åtskilliga legender intagna, av vilka flera upplagor är utgivna som folkskrifter bland det så kallade skillingtrycket.